# 高陽総合運動場
高陽総合運動場（こやん そうごううんどうじょう）は、大韓民国京畿道高陽市にある多目的競技場。

## 概要
2003年完成。収容人員は41,311人。現在では主にサッカーに使用され、高陽大教ヌンノピのホームスタジアムとして使用されている。Nリーグの高陽国民銀行のホームスタジアムであったが、2012年限りで解散となった。その後、2013年から2016年までKリーグチャレンジに参加していた「高陽ザイクロFC(旧称：高陽 Hi FC）」のホームスタジアムとなっていた。
2007 FIFA U-17ワールドカップの会場の1つとなっている。2011年開催の第92回全国体育大会のメイン会場にもなっている。2011年からの2014年サッカーワールドカップブラジル大会アジア予選の韓国代表の試合会場、2014年の仁川アジア大会の試合会場などに利用され、サッカーの国際試合が開催されることがある。